# Ilha Starbuck
A Ilha Starbuck, também conhecida como Ilha Volunteer, é um atol de coral plano, baixo e desabitado do Oceano Pacífico central. Faz parte das Ilhas da Linha pertencentes a Kiribati. A ilha recebeu múltiplos nomes: Ilha Varren, Ilha Coral Queen, Ilha Hero, Ilha Low, Ilha Starve e Ilha Volunteer. 
Não há água doce na ilha, que é uma das ilhas mais secas no grupo das Espórades Equatoriais. A precipitação média anual da ilha é de aproximadamente 800 mm.
Mede 8,9 km de este a oeste e 3,5 km de norte a sul. Foi descoberta em 1823 por Valentine Starbuck, capitão de um navio baleeiro britânico. Reclamada pelos Estados Unidos em 1856 de acordo com o Guano Islands Act, mas controlada pela Grã-Bretanha desde 1866, a Ilha Starbuck converteu-se em exportadora de fosfatos entre 1870 e 1893. Devido à sua baixa altitude (o ponto mais alto da ilha só atinge os 5 m), a ilha está rodeada por recifes perigosos, que em finais do século XIX provocaram o naufrágio de diversos navios. 
A Ilha Starbuck foi designada como área protegida pelas Nações Unidas, e é o habitat de uma colónia de garajaus-escuros (Onychoprion fuscata). 

## Imagens da ilha

Galeria
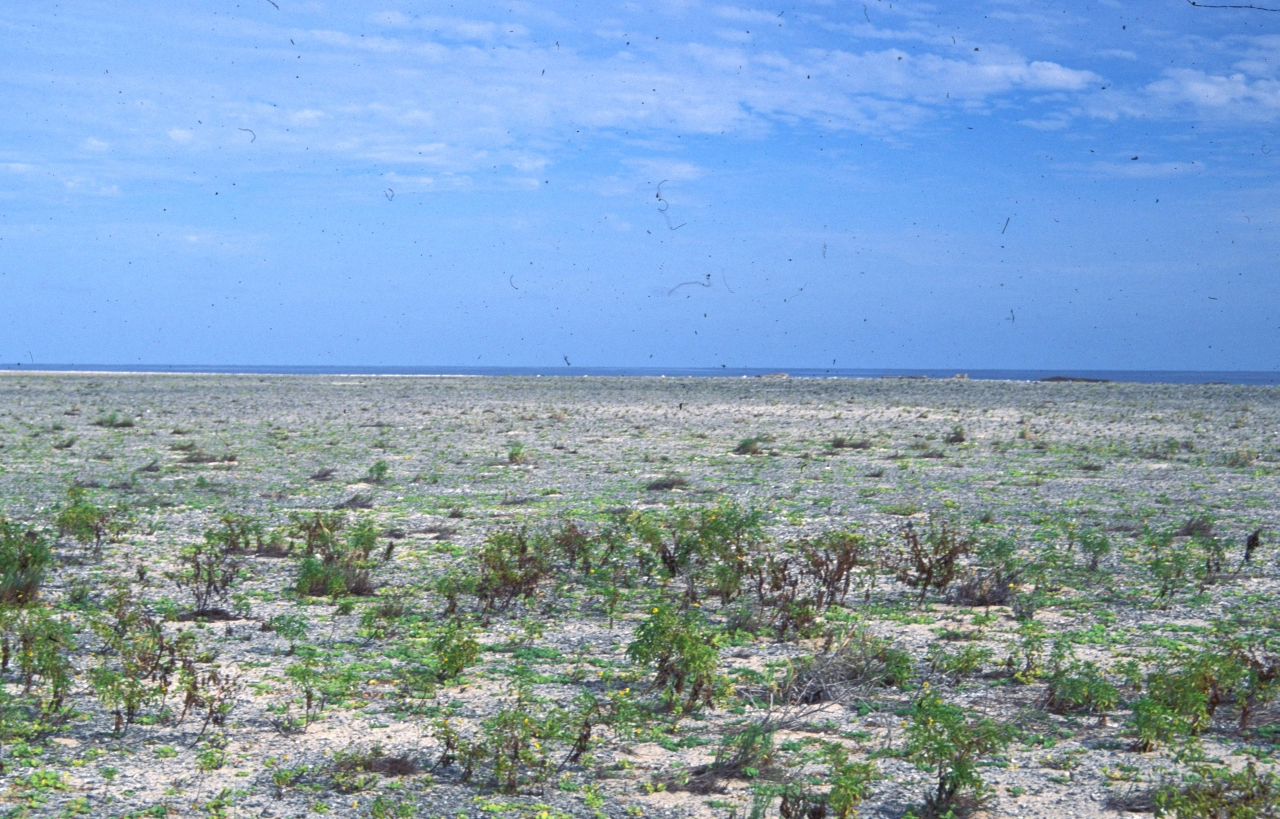
Interior seco da illa
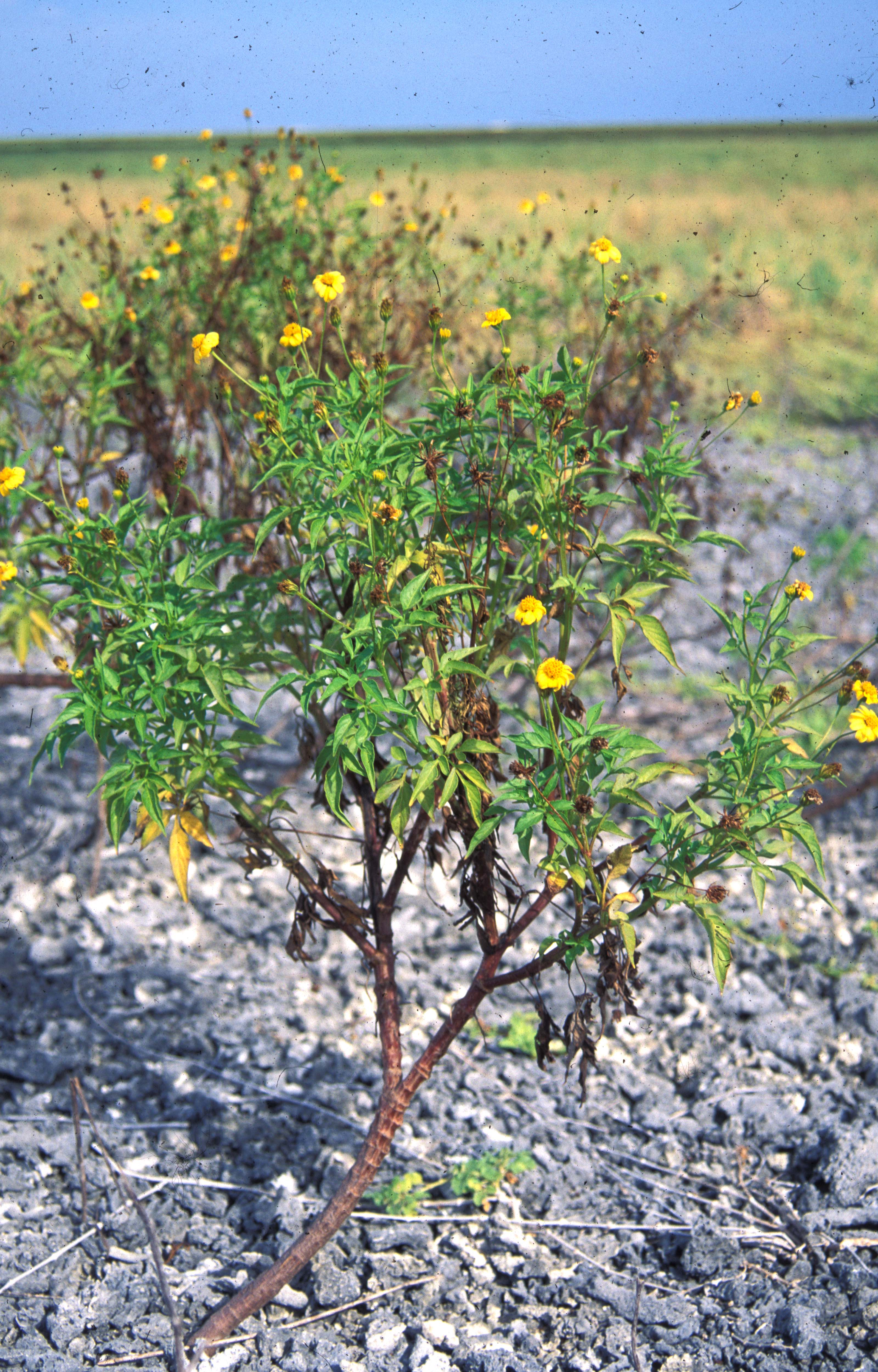
A endémica Bidens kiribatiensis
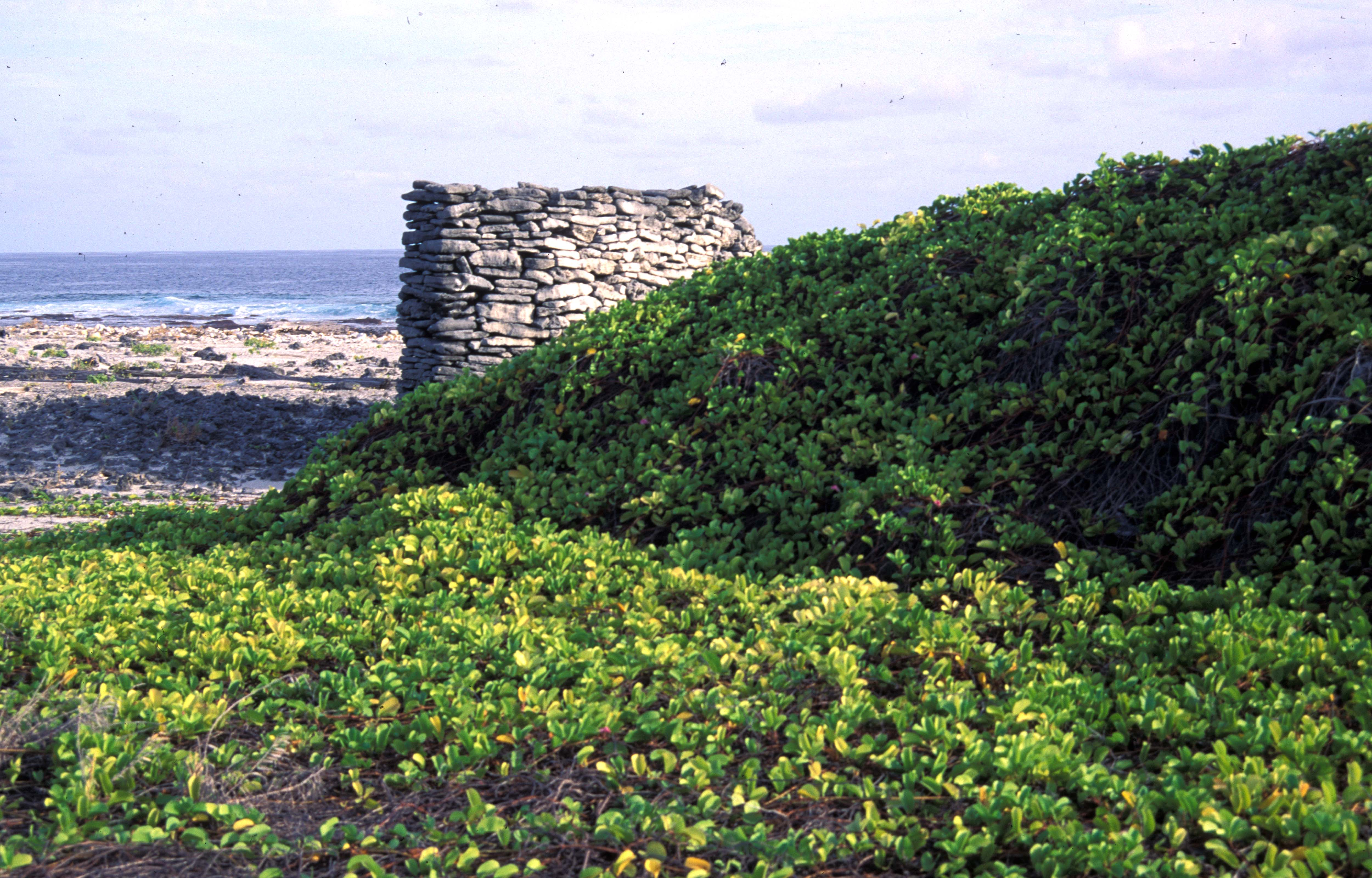
Parede em ruínas, coberta de Pohuehue (Ipomoea pes-caprae) na Ilha Starbuck